# Имение Милютиных
Имение Милютиных — усадьба графа Дмитрия Алексеевича Милютина, располагавшаяся на восточной окраине современного Симеиза (современный адрес ул. Баранова, 2).

## Имение
Само имение Милютина, площадью почти 42 десятины (около 50 гектаров), практически полностью лежало в пределах нынешней Алупки, севернее дороги из Симеиза в Алупку и лишь небольшая часть — усадебный дом со службами и парком, располагалась на восточной окраине Симеиза. Первоначально имение принадлежало генерал-майору Феодосию Ревелиоти, получившему земли вскорое после присоединения Крыма к России, продавшему его в 1832 году князю Василию Ивановичу Мещерскому. В 1856 году Мещерский, в свою очередь, продаёт имение статскому советнику С. В. Кочубею и уже у последнего, 12 августа 1873 года поместье приобретает Милютин на имя жены Натальи Михайловны, урождённой фон Понсэ. 7 октября 1873 года в своём дневнике Милютин записал
Более чем когда-либо мечтаю с любовью о будущем нашем приюте в Симеисе. И теперь все мысли мои почти полностью заняты устройством там нашего жилья и хозяйства.
Милютин проводили «изыскания для устройства водопровода», были наняты садовник и, по рекомендации главного винодела Магарача, винодел. В имении, на площади 9 десятин 550 квадратных саженей, были высажены виноградники, почти десятину занимал фруктовый сад, ещё имелись сенокос, пастбище и лес. Парк, засаженный магнолиями, ливанскими кедрами и пиниями, с розарием и фонтаном, был разбит на площади 3 десятины 1150 кв. саженей.

## Усадьба
Строительство усадебного дома сопровождалось множеством проблем: установленные сроки постоянно срывались, приходилось менять архитекторов и подрядчиков, для личного ежедневного контроля Милютин, не взирая на занятость исполнением обязанностей военного министра Российской империи, был вынужден летом 1874 года арендовать дом в имении С. И. Мальцова и только следующим летом «…с женой и одной из дочерей поместились кое-как в двух комнатках верхнего этажа не отделанного ещё дома». В конце-концов Милютин привлёк военных строителей — заведующего севастопольской инженерной частью полковника Гемельмана и бывшего военного инженера Миллера из Санкт-Петербурга. С их помощью в том же 1876 году строительство в общих чертах было закончено. Здание в классическом стиле, на высоком цоколе, имело хозяйственный и винный подвалы, большую открытую террасу и каскад спускающихся в парк лестниц. Впоследствии, практически до конца жизни, Милютин проводил различные усовершенствования в имении: дом неоднократно перестраивался, была устроена водопроводная система, вообще имение содержалось в образцовом порядке.

В мае 1881 года, вскоре после убийства Александра II, Милютин вышел в отставку и, обосновавшись в Симеизе, жил в имении практически безвыездно. Дмитрий Алексеевич занимался систематизацией архива, впоследствии решив писать мемуары, которые, вместе с дневниками, охватывают почти весь XIX век — с 1816 по 1899 год. Милютина, практически до последних дней, посещали гости, среди которых были великие князья, министры, послы, губернаторы, военные, адмиралы, художники, писатели, ученые, журналисты. В конце жизни Наталья Михайловна Милютина, официальная владелица имения, написала завещание
всё недвижимое имение на Южном берегу Крыма в Ялтинском уезде между Алупкой и Симеизом поступает в общее пожизненное владение моего мужа, графа Дмитрия Алексеевича Милютина и трёх дочерей: княгини Елизаветы Дмитриевны Шаховской, графини Ольги Дмитриевны Милютиной и княгини Надежды Дмитриевны Долгорукой, а по смерти их переходит в собственность Российского общества Красного Креста, с целью устройства в том имении благотворительного учреждения на пользу больных военнослужащих, как офицеров, так и нижних чинов военного ведомства
Супруги скончались в 1912 году, почти одновременно: 22 января (7 февраля по новому стилю), в возрасте 90 лет умерла Наталья Михайловна, а 25 января, на 96 году — Дмитрий Алексеевич. Дочери приняли решение передать имение Обществу Красного Креста сразу и поручили это Ольге Дмитриевне Милютиной. Ольга Дмитриевна передала всю недвижимость в Симеизе Российскому обществу Красного Креста для устройства благотворительного учреждения «на пользу больных военнослужащих», 5000 рублей оставила на содержание Симеизской земской русской школы, основанной Милютиным. Потомки Милютиных покинули Крым.

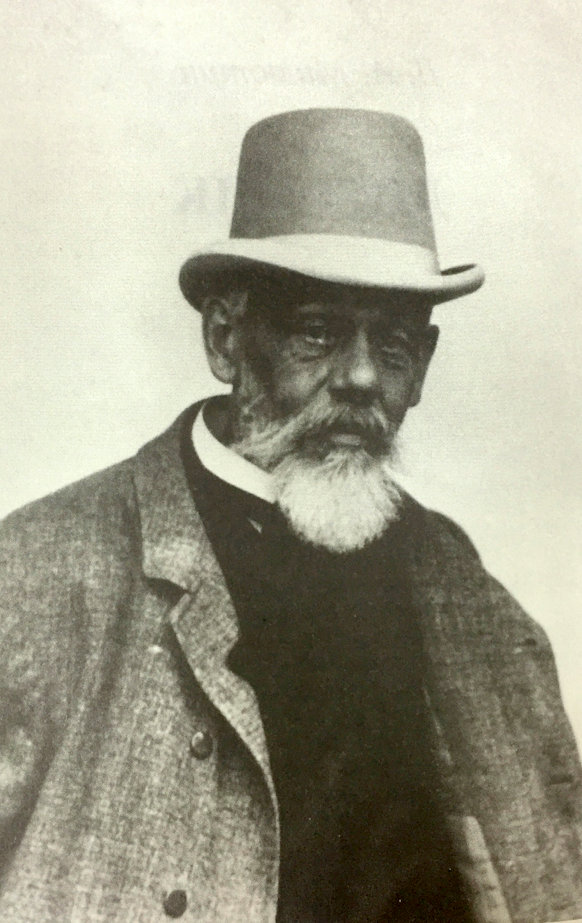
Милютин — симеизский дачник, начало 1900-х
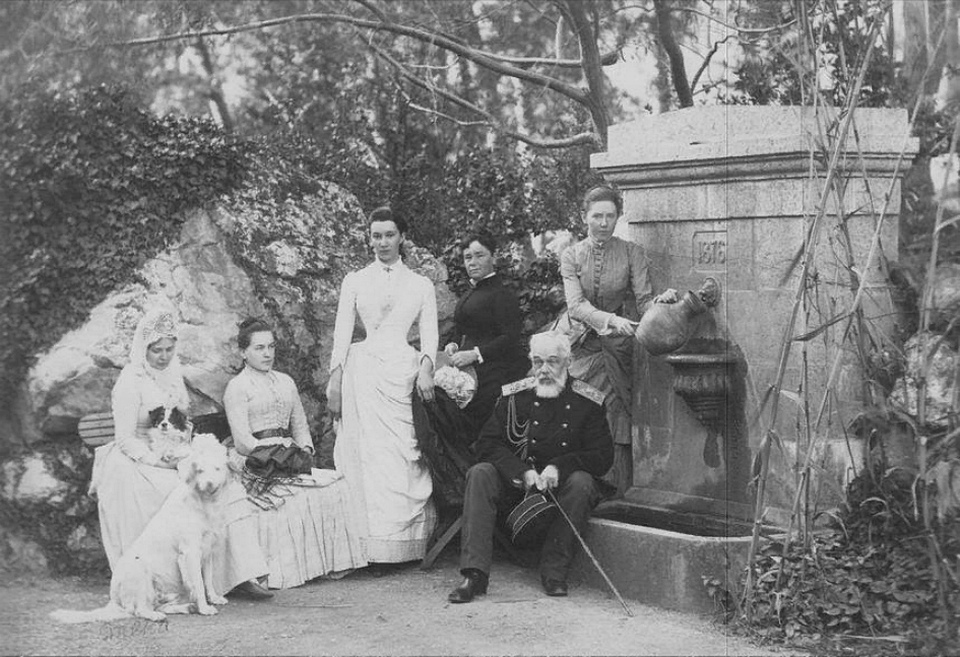
Семья Д.Милютина в имении у фонтана.
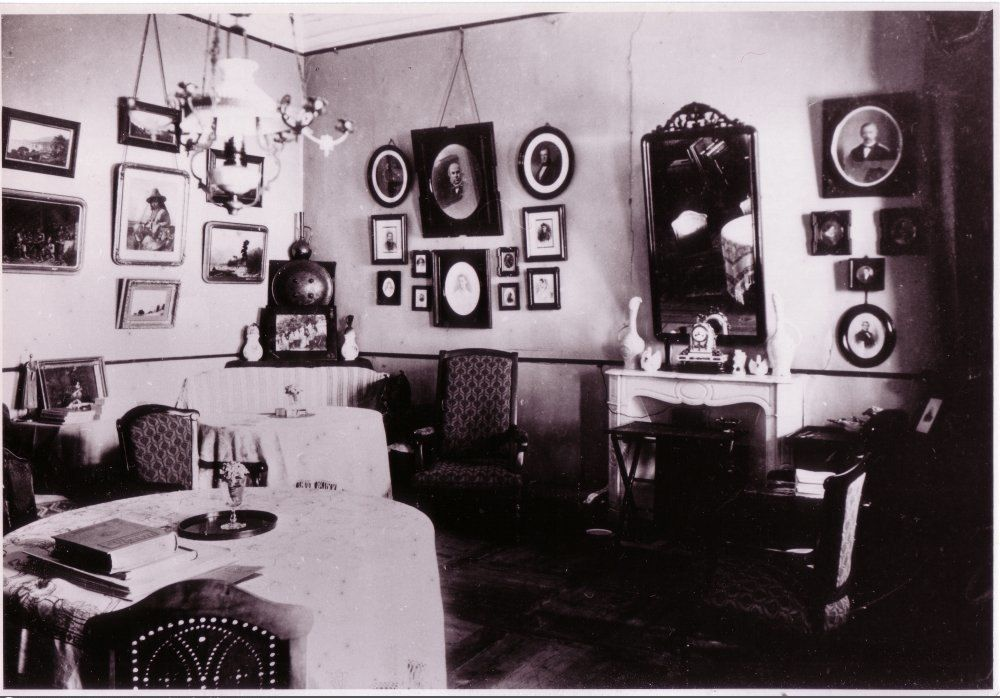
Комната в симеизском доме Д. Милютина.

## После революции
16 декабря 1920 года приказом председателя Революционного комитета Крыма были изъяты «из частного владения как разных ведомств, так и частных лиц все имения Южного берега Крыма в районе от Судака до Севастополя включительно» и передавались в ведение специально созданного Управления Южсовхоза. Был национализирован и санаторий Общества Красного Креста, переданный затем во временное пользование Детскому санаторию им. проф. А. А. Боброва. На базе виноградников создали совхоз, потом на их месте и на территории парка, по обе стороны ул. Михаила Баранова, по инициативе начальника Всесоюзного авиационного объединения П. И. Баранова, организовали санаторий, впоследствии названный его именем. В послевоенное время санаторий перепрофилирован в первый в стране урологический противотуберкулёзный санаторий. Позднее санаторий стал использоваться для долечивания больных туберкулёзом после операций и заболевших малыми формами туберкулёза. В 2004 оду санаторий расформирован, обнесён высокой стеной, и на 2014 год на его территории вёдется частное строительствоБывший главный дом имения отдали под квартиры для сотрудников санатория, здание на настоящее время «находится в ужасающем состоянии».